# Florian Schäfer (Politiker)
Florian Schäfer (* 1986 in Saarlouis) ist ein deutscher Politiker (SPD). Seit 2022 ist er Abgeordneter im Landtag des Saarlandes.

## Leben
Nach dem Schulbesuch in Saarlouis und in Dillingen schloss Florian Schäfer im Jahr 2007 eine Ausbildung zum Bankkaufmann bei der Kreissparkasse Saarlouis ab. Er absolvierte Weiterbildungen zum Sparkassenfachwirt 2008 und zum Sparkassenbetriebswirt 2012. Seit 2017 ist er Vorsitzender des Personalrats.

## Politik
Schäfer trat 2017 in die SPD ein. Dort amtiert er seit 2018 als Vorsitzender des Ortsvereins Neuforweiler und seit 2019 als Vorsitzender des Stadtverbands Saarlouis. Er erhielt 2019 ein Mandat im Stadtrat von Saarlouis. Bei der Landtagswahl im Saarland 2022 erhielt er im Wahlkreis Saarlouis ein Abgeordnetenmandat im Landtag des Saarlandes.
Schäfer kandidierte bei der Oberbürgermeisterwahl 2024 in Saarlouis. Er unterlag in der Sichwahl am 23. Juni 2024 mit 47,25 % der Stimmen dem CDU-Kandidaten Marc Speicher, auf den 52,75 % der abgegebenen Stimmen entfielen.